# Liolaemus ornatus
Espèce
Synonymes
- Liolaemus simonsi Boulenger, 1902
- Liolaemus mocquardi Pellegrin, 1909
- Liolaemus pulcher Pellegrin, 1909

Statut de conservation UICN

 LC  : Préoccupation mineure
Liolaemus ornatus est une espèce de sauriens de la famille des Liolaemidae.

## Répartition et habitat
Cette espèce se rencontre au sud du Pérou, en Bolivie dans les départements de La Paz, d'Oruro et de Potosí, au Chili et dans le nord de l'Argentine dans les provinces de Jujuy, de Salta et de Catamarca. Elle est présente entre 2 000 et 4 800 m d'altitude. Elle vit dans la puna.

## Description
L'holotype de Liolaemus ornatus mesure 140 mm dont 81 mm pour la queue. C'est un saurien vivipare.

## Publication originale
- Koslowsky, 1898 : Enumeración sistemática y distribución geográfica de los reptiles argentinos. Revista del Museo de La Plata, vol. 8, p. 161–200 (texte intégral).